# إيمي أوكودا
إيمي أوكودا (بالإنجليزية: Amy Okuda)‏ هي راقصة وممثلة أمريكية، ولدت في 6 مارس 1989 في الولايات المتحدة.

## أعمال

### مسلسلات
- ذا جيلد

## وصلات خارجية
- إيمي أوكودا على موقع IMDb (الإنجليزية)
- إيمي أوكودا على موقع قاعدة بيانات الفيلم (الإنجليزية)